# Avilly-Saint-Léonard
Avilly-Saint-Léonard è un comune francese di 1 016 abitanti situato nel dipartimento dell'Oise della regione dell'Alta Francia.

## Società

### Evoluzione demografica
Abitanti censiti